# Pius Ndiefi
Pius Ndiefi (Douala, 5 juli 1975) is een voormalig Kameroens voetballer die anno 2010 uitkomt voor JS Saint-Pierroise. Ndiefi was een aanvaller.

## International
Ndiefi speelde tussen 2000 en 2005 31 interlands voor het nationale elftal van Kameroen. Daarbij maakte hij 1 doelpunt. Ndiefi nam deel aan het WK 2002 en de Confederations Cup 2003.